# Llulluchayoc
Llulluchayoc es una pequeña localidad del departamento Yavi, en la Provincia de Jujuy, Argentina.
Se encuentra situado sobre las faldas orientales de la Sierra de Santa Victoria, a 4.000 m s. n. m.

## Toponimia
El vocablo proviene de Llullucha, que en quechua significa alga de dulce, comestible y de un verde intenso; mientras que yoc denota posesión o pertenencia. Entonces, Llulluchayoc vendría a significar lugar donde abunda esta variedad de algas.

## Población
Cuenta con 104 habitantes (Indec, 2001), en el censo de 1991 había sido censada población rural dispersa.
- Datos: Q6662887